# Josefina Llaca
Josefina Llaca (1891-1967) fue una cantante de ópera mexicana con voz contralto.

## Trayectoria
Estudió en el Conservatorio Nacional de Música (CNM) de México, en donde fue alumna de Lamberto Castañares y José Pierson. Durante la Revolución, al egresar del CNM, pese al conflicto armado se presentó en diversos lugares del centro del país. En abril de 1915 debutó en la Compañía Impulsora de Ópera en el Teatro Arbeu, donde por primera vez cantó un papel estelar. Compartió el escenario con Carlos Mejía, interpretando a Leonor en la ópera La Favorita de Gaetano Donizetti (1797-1848). Logró sus mayores éxitos líricos en los teatros Arbeu, Iris y Nacional a lado de cantantes como María Romero, María Teresa Santillán y Eduardo Lejarazu. Entre 1915 y 1928 cantó las óperas Madama Butterfly interpretando a Suzuki; Aida, con el papel de Amneris; Rigoletto (1915); y Il trovadore como Azucena (1915).